# Петерсен, Ян Бо
Ян Бо Петерсен (дат. Jan Bo Petersen; род. 28 июля 1970, в Нестведе,  Дания)  — датский трековый и шоссейный велогонщик. 
Бронзовый призёр в командной гонке преследования на летних Олимпийских играх 1992 года. Двукратный чемпион Дании в индивидуальной гонке (1994, 1995). Четырёхкратный чемпион Дании на треке в индивидуальной гонке преследования (1990, 1991, 1993, 1995). Чемпион Дании на треке в гонке по очкам (1991). Четырёхкратный чемпион Дании на треке в командной гонке преследования (1989, 1991, 1992, 1993).

## Достижения

### Трек
1989
1-й  Чемпион Дании — Командная гонка преследования
1990
1-й  Чемпион Дании — Индивидуальная гонка преследования
3-й  Чемпионат мира — Гонка по очкам (любители)
1991
1-й  Чемпион Дании — Индивидуальная гонка преследования
1-й  Чемпион Дании — Гонка по очкам
1-й  Чемпион Дании — Командная гонка преследования
3-й  Чемпионат мира — Индивидуальная гонка преследования (любители)
3-й  Чемпионат мира — Гонка по очкам (любители)
1992
1-й  Чемпион Дании — Командная гонка преследования
3-й  Летние Олимпийские игры — Командная гонка преследования
8-й Летние Олимпийские игры — Индивидуальная гонка преследования
1993
1-й  Чемпион Дании — Индивидуальная гонка преследования
1-й  Чемпион Дании — Командная гонка преследования
3-й  Чемпионат мира — Командная гонка преследования
1994
3-й  Чемпионат мира — Гонка по очкам
1995
1-й  Чемпион Дании — Индивидуальная гонка преследования

### Шоссе
1991
3-й - Тур Берлина U23
3-й Чемпионат Дании — Индивидуальная гонка
1992
1-й - Тур Берлина U23
3-й Чемпионат Дании — Индивидуальная гонка
1993
3-й Чемпионат Дании — Командная гонка с раздельным стартом
1994
1-й  Чемпион Дании — Индивидуальная гонка
1-й  Чемпион Дании — Командная гонка с раздельным стартом
2-й - Cinturón a Mallorca
1995
1-й  Чемпион Дании — Индивидуальная гонка
1-й - Тур Берлина U23
1996
2-й Чемпионат Дании — Индивидуальная гонка
1997
1-й  Чемпион Дании — Командная гонка с раздельным стартом